# Justin Langer
Pour les articles homonymes, voir Langer.
Justin Lee Langer est un joueur de cricket international australien né le 21 novembre 1970 à Perth. Il débute avec l'équipe d'Australie-Occidentale en 1991. Il dispute son premier test-match pour l'équipe d'Australie en 1993. Il forme à partir de 2000 un duo d’opening batsmen prolifique avec Matthew Hayden. Il se retire du cricket international à l'issue des Ashes, début 2007.

## Bilan sportif

### Principales équipes
|                       | Test                  | ODI                   |             |
| --------------------- | --------------------- | --------------------- | ----------- |
| Australie             | 1993 - 2007           | 1994-1997             |             |
|                       | First-class           | List A                | Twenty20    |
| Australie-Occidentale | 1991-1992 - 2007-2008 | 1992-1993 - 2007-2008 |             |
| Middlesex             | 1998 - 2000           | 1998 - 2000           |             |
| Somerset              | 2006 - 2008           | 2006 - 2008           | 2006 - 2008 |

## Honneurs
- Un des cinq Wisden Cricketers of the Year de l'année 2001.